# NGC 7458
NGC 7458 is een elliptisch sterrenstelsel in het sterrenbeeld Vissen. Het hemelobject werd op 18 september 1786 ontdekt door de Duits-Britse astronoom William Herschel.

## Synoniemen
- UGC 12309
- MCG 0-58-20
- ZWG 379.22
- PGC 70277